# 西陶镇
西陶镇，是中华人民共和国河南省焦作市武陟县下辖的一个乡镇级行政单位。

## 行政区划
西陶镇下辖以下地区：
西陶村、周家庄村、郭庄村、西白水村、南东陶村、东滑封村、中东陶村、北阳村、南阳村、交斜铺村、古城村、东张计村、古凡村、小南张村、王顺村、大南张村、陶村、东白水村、石荆村、张武村、北东陶村和西滑封村。